# 2009년 방콕국제영화제
제7회 방콕국제영화제는 2009년 9월 24일에 열린 시상식이다.

## 수상 및 후보

### 골든 키나르상- 작품상
- 알티플라노 - 피터 브로센 외1명 수상

### 동남아부문-골든 키나르상
- 인디펜던시아 - 라야 마틴 수상

### 특별언급상 - 국제경쟁부문
- 나는 엄마를 죽였다 - 자비에 돌란 수상